# Государственный архив новейшей истории Костромской области
Государственный архив новейшей истории Костромской области (ОГКУ «ГАНИКО») — одно из крупнейших в Центральном Федеральном округе России архивохранилище. Архив осуществляет хранение и использование документов Архивного фонда, ведёт приём документов от политических партий, общественных организаций, граждан.

## История
Архив был образован вскоре после выделения Костромской области из состава Ярославской как Костромской партийный архив обкома ВКП(б). Его организация произошла по решению бюро Костромского обкома ВКП(б) от 5 октября 1945 года на базе отдела политического архива Государственного архива Костромской области.
В период с 1945 года по 1991 год он являлся крупнейшим ведомственным архивом на территории области, поэтому основой его фондов являлись документы политического архива.
Указом Президента РСФСР от 24 августа 1991 года № 83 «О партийных архивах» партийный архив обкома был передан в ведение архивного отдела Костромского облисполкома. В том же году решением облисполкома от 25 сентября № 335 на базе бывшего партийного архива был образован Центр документации новейшей истории Костромской области, который в октябре 2000 года был переименован в Государственный архив новейшей истории Костромской области. В 2003 году в связи с принятием Устава архив получил официальное название Государственного учреждения «Государственный архив новейшей истории Костромской области».
В 2012 году постановлением администрации Костромской  области, ввиду изменения типа функционирующих областных государственных бюджетных учреждений было создано Областное государственное казенное учреждение «Государственный архив новейшей истории Костромской области» (ОГКУ «ГАНИКО»).
С апреля 2018 года, в связи с упразднением комитета по делам архивов Костромской области, функции и полномочия ОГКУ «ГАНИКО» осуществляет департамент культуры Костромской области

## Описание
По состоянию на 01.01.2020 в архиве хранится 558781 единиц хранения, организованных в 3587 фондов. Основу фондов составляют дела местных партийных организаций Костромской области за 1918-1991 годы. 
В архиве хранятся фильтрационно-проверочные дела на узников концлагерей , материалы по организации обороны Костромы, регулярно проводятся выставки документов, в том числе в сотрудничестве с другими архивами .

## Адрес
- 156005, г. Кострома, пл. Конституции, д. 1